# Bródno-Podgrodzie

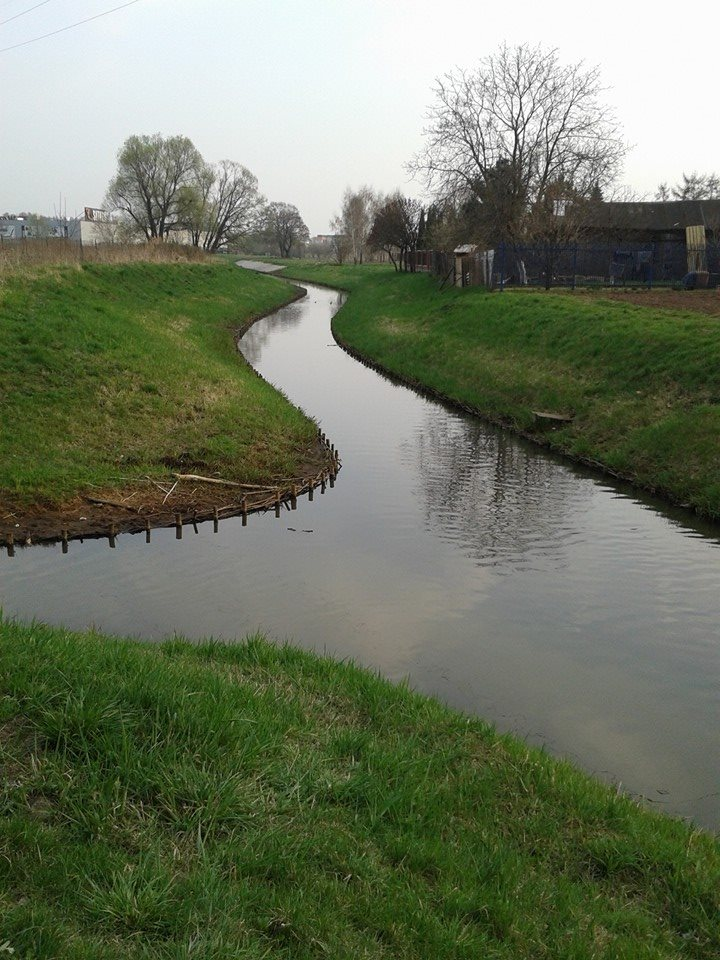
Ujście Kanału z Lewandowa (po lewej) do Kanału Bródnowskiego na Starym Bródnie

Bródno-Podgrodzie – obszar MSI w dzielnicy Targówek w Warszawie.

## Zarys
Bródno-Podgrodzie znajduje się ono na obszarach wsi Bródno Stare (później zwyczajowo Stare Bródno). W dużej mierze zabudowane jest blokami mieszkalnymi z lat 70. Do 1951 roku miejscowość należała do gminy Bródno. Sama nazwa Bródno-Podgrodzie została utworzona sztucznie (na podobnej zasadzie jak Nowolipki i Nadwiśle) nawiązując do istniejącej w X i XI wieku osady, względem którego osiedle jest podgrodziem. Wcześniej nazwa ta odnosiła się jedynie do pętli autobusowej na północnych rubieżach osiedla (która teraz według podziału MSI została ulokowana w północno-zachodnim cyplu rejonu Bródno-Podgrodzie) i jednego z samodzielnych osiedli Bródna (takich jak Wysockiego, Kondratowicza, Toruńska). W granicach rejonu znalazł się również Las Bródnowski – sztuczne nasadzenie powstałe po II wojnie światowej – twórcy systemu nie zdecydowali się wydzielić go jako osobny obszar (tak jak Lasek Bielański czy Las Kabacki). Obszar w świadomości mieszkańców funkcjonuje jako Bródno, ewentualnie Stare Bródno. Na terenie obszaru znajduje się PRL-owska zabudowa wysokościowa, w tym osiedle Ustronie oraz nowe osiedla zamknięte (Tivoli).
Granice rejonu Bródna-Podgrodzia wyznaczają ulice Radzymińska, Bystra, Kondratowicza, Chodecka, Krasnobrodzka, Trasa Toruńska oraz wschodnia granica Warszawy.
Teren, który zajmuje rejon MSI, został przyłączony do Warszawy w latach 50. XX wieku, wcześniej znajdowała się tu wieś Bródno. Zabudowa rozpoczęła się w latach 70., starą siatkę ulic zaczęto zastępować nową – pierwszymi które powstały były ulice Chodecka i Łojewska.

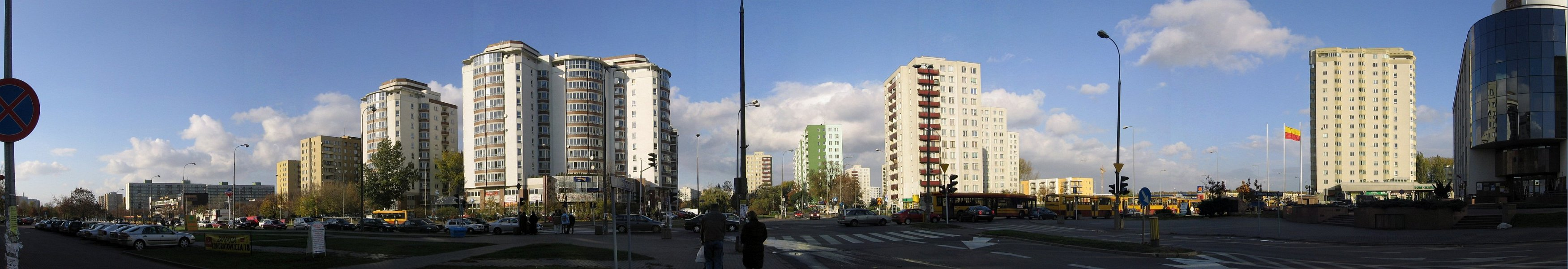
Okolice ratusza dzielnicy Targówek, skrzyżowanie – Kondratowicza z Malborską, teren po drugiej stronie ulicy to rejon MSI Bródno-Podgrodzie.

## Historia

### Gród na Bródnie

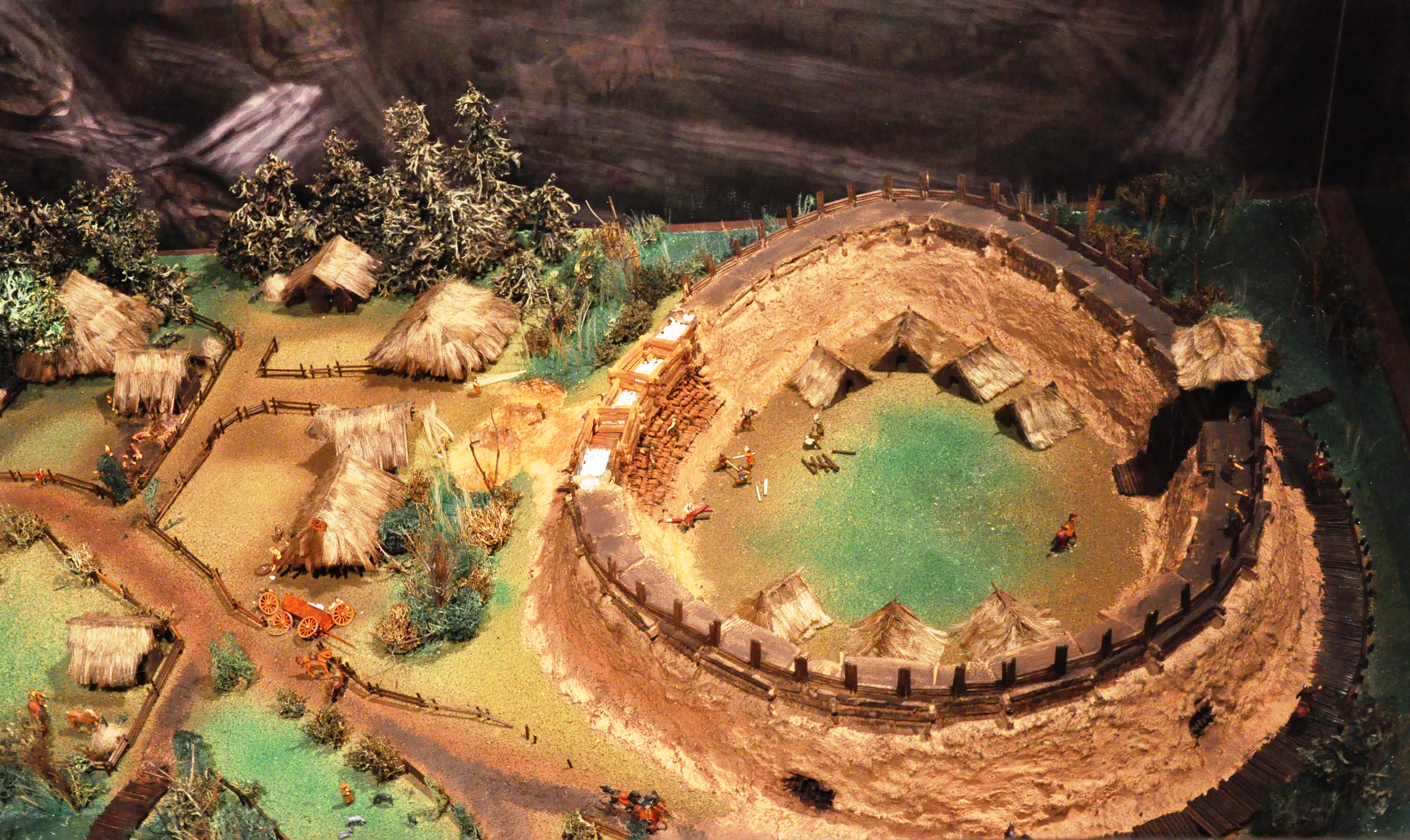
Makieta grodu w Muzeum Archeologicznym w Warszawie

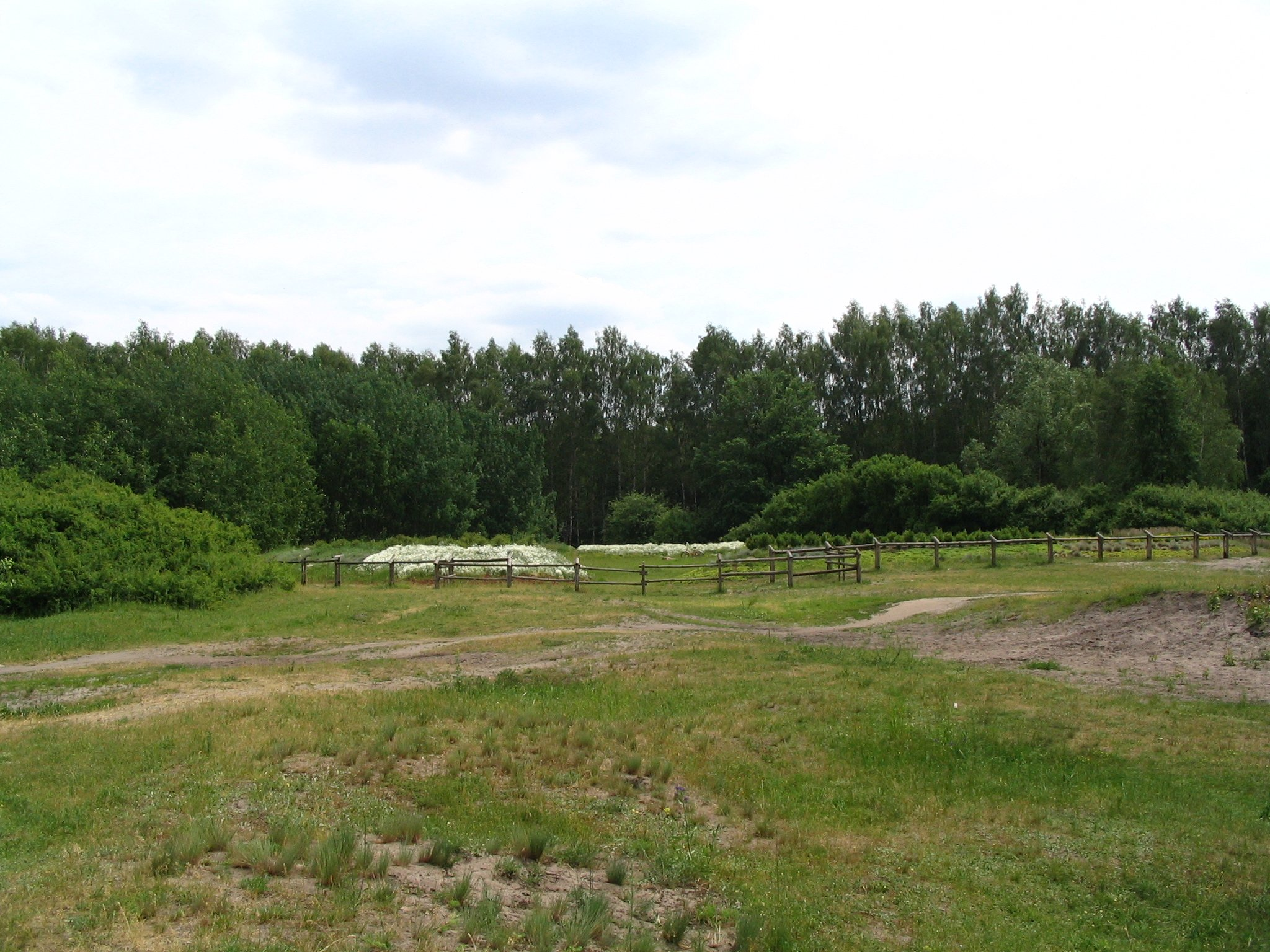
Grodzisko (stan w 2005)

Na terenie Bródna, na północny wschód od wsi Bródno Stare, w rozlewiskach rzeczki Brodni (następnie przebudowanej i nazwanej Kanałem Bródnowskim) oraz Zązy (Długiej, obecnie w dolnym biegu zwanej kanałem Markowskim), powstała najstarsza na obszarze współczesnej Warszawy osada i mały gród bez fosy, wzniesiony na wydmie otoczonej z trzech stron bagnami.
Gród był umocniony drewniano-ziemnymi wałami o konstrukcji przekładkowej u dołu (belki drewniane kładzione warstwami raz wzdłuż, raz w poprzek wału, na szerokość 8,5 m) oraz drewnianymi skrzyniami wypełnionymi gliną i kamieniami u góry wału (szerokości 6 m). Wał miał wysokość 6 m i układał się w kształt wydłużonego okręgu, a jego wnętrze, majdan o wymiarach 47x40 m, nie miało zabudowań, ponieważ służyło tylko jako schronienie dla mieszkańców osady. Wejście do majdanu znajdowało się od południa i prowadziło przez drewnianą bramę zamykaną wierzejami, zaś dojście do grodu zapewniał pomost od zachodu.
Osada otaczała wały półkolem. Składała się z drewnianych zabudowań mieszkalnych, gospodarczych oraz warsztatów. Jej mieszkańcy trudnili się rolnictwem, zbieractwem, łowiectwem oraz rzemiosłem. Uprawiali zboża (proso, żyto, jęczmień, pszenicę), warzywa oraz konopie, hodowali kozy, bydło domowe, owce, świnie i kury. Jadali maliny, jeżyny, grzyby i zioła, polowali na jelenie, łosie, dziki, bobry, tury, wydry i łowili ryby. Zajmowali się garncarstwem, tkactwem, rogownictwem, obróbką drewna i wytwarzaniem narzędzi. W wiosce parano się też kowalstwem, a nawet wytapiano żelazo.
Założone zapewne już w IX wieku Bródno ulokowane jest na terenie dzisiejszego Lasku Bródnowskiego. Nazwa pochodzi od brodu, przy którym stało. Odnalezione ślady wyrobów rękodzielniczych (m.in. noże i ich kościane oprawki, osełki, krzesiwa, gliniane przęśliki oraz naczynia) dowodzą, że kwitł tam handel zagraniczny. Gród Bródnowski był zapewne głównym ośrodkiem tamtejszego opola – jednostki podziału kasztelanii. Za potwierdzenie tej hipotezy można uznać XV-wieczną nazwę Opolycze (Opolice), dotyczącą obszernego pola i bagna leżących między Nieporętem, Białołęką i Żeraniem. Jeśli tak było, to owo opole obejmowało dużą część Równiny Praskiej. Na terenie osady przygrodowej odkryto brązowy ażurowy trzewik pochwy miecza z motywem ptaka w układzie heraldycznym. Trzewik z Bródna należy do odmiany występującej głównie na Gotlandii, a także na terytoriach północnej Rusi. Produkowano je w Birce i na Gotlandii w 2. połowie X wieku.
W wyniku prowadzonych wykopalisk znaleziono kilka przedmiotów używanych przez mieszkańców grodu, m.in. dziesięcioszprychowe koło wykonane z drewna jesionu, zapinka podkowiasta oraz okucie końca pochwy miecza (tzw. trzewik).  
Gród został spalony na początku XI wieku i prawdopodobnie w powstaniu Masława, i odtąd nie był już odbudowywany, natomiast osada istniała tam jeszcze do końca wieku. Później ośrodek grodowy przeniesiony został na skarpę wiślaną.
Grodzisko odkrył na początku XX w. Roman Jakimowicz (dyrektor P.M.A. w latach 1929-1940). Kompleksowe badania zostały przeprowadzone między 1949 a 1966 rokiem przez dr. Krystynę Musianowicz wraz z zespołem, kontynuowali je Alina Kietlińska i Bogusław Gierlach. Ostatnie badania prowadzono w 2002 w związku z budową przedłużenia ulicy św. Wincentego.
Obecne władze gminy starają się odtworzyć zarys grodziska i łąkę z typową dla terenów bagiennych roślinnością, a w ratuszu wystawiono jego rekonstrukcję.
Pracom archeologicznym prowadzonym na Starym Bródnie poświęcona jest powieść Zoji Kołos-Szafrańskiej "Preludium Warszawy". W 2020 r. w ramach projektu sfinansowanego przez miasto stołeczne Warszawę wykonano wirtualną rekonstrukcję grodziska.

### Folwark Bródno
W XV wieku istniała już królewska wieś Bródno, zaś w 1570 roku odnotowano 11 włók nieoczynszowanych i jeden łan wójtowski.

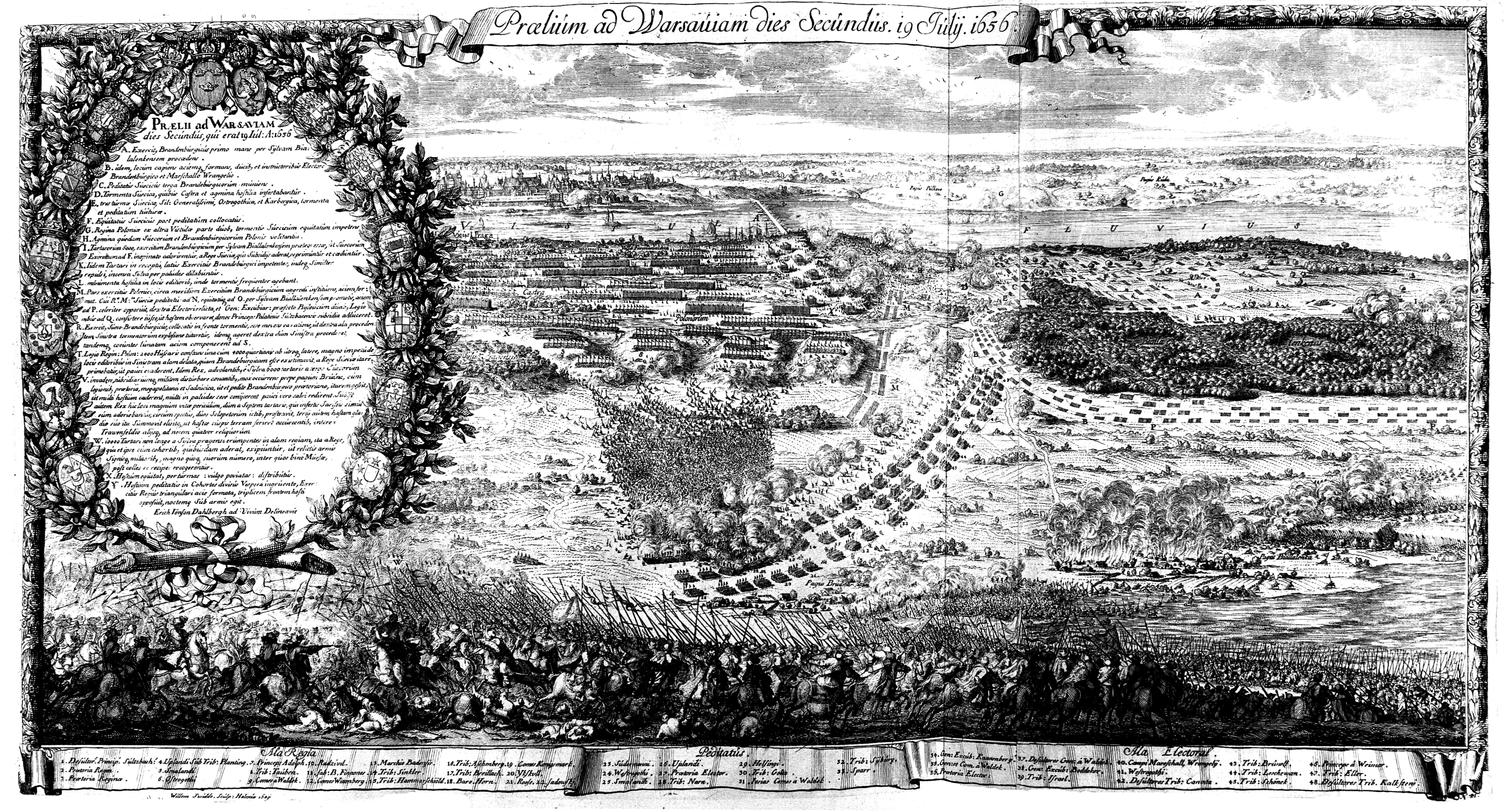
Erik Dahlbergh Drugi dzień bitwy pod Warszawą, osada po prawej stronie to Bródno

W XVII wieku założono tu dwunastołanowy folwark, istniały także dwa młyny i dwie karczmy. Kres szybkiemu rozwojowi Bródna przyniósł potop szwedzki i trwająca trzy dni bitwa w okolicach Bródna (28-30 lipca 1656 r.)
W 1662 roku istniało jedynie 6 zagród. Po raz drugi wieś zniszczyły podczas powstania kościuszkowskiego wojska rosyjskie, gdy podczas natarcia od strony Żerania w ten sposób zwiększyły sobie pole ostrzału. Trzeci raz wieś spacyfikował przebiegający od Tarchomina po Białołękę front, było to podczas powstania listopadowego.

### Rozwój Bródna
Ponowny rozwój Bródna miał miejsce w II połowie XIX wieku, gdy uruchomiono nadwiślańską linię kolei żelaznej i otwarto stację "Praga" (1875 r.). W roku 1880 na Bródnie odnotowano 360 domów i 960 mieszkańców. Około roku 1900 zaczęła kształtować się sieć uliczna, którą diametralnie zmieniła przebudowa osiedla w latach 70. Do roku 1916 (przyłączenie Bródna do Warszawy) istniał zakaz budowania murowanych budynków, bowiem ówczesna gmina znajdowała się na przedpolu Cytadeli Aleksandrowskiej.
W roku 1884 pomiędzy szosą białołęcką (ul. I.J. Odrowąża), drogą do Starego Bródna (ul. św. Wincentego) a cmentarzem starozakonnych założono cmentarz Bródnowski. Pod koniec XIX wieku na terenach dawnych dóbr bródnowskich powstał folwark należący do Szpitala św. Ducha oraz kilka nowych kolonii mieszkalnych: Zacisze (z dóbr Zygmunta Jórskiego), Elsnerów (z dóbr Józefa Elsnera), Drewnica i Pustelnik.
Od lat 20. do 1939 roku powstało tu kilkadziesiąt kamienic i domów jednorodzinnych (najokazalsze wzdłuż ulicy Białołęckiej). 28 września 1924 roku trasą ulic: Odrowąża, Białołęcka (obecnie Wysockiego), Poborzańska, Wysockiego do pętli Pelcowizna pobiegły szyny tramwajowe, którymi kursowała początkowo linia 21. W następnych latach (ok. 1937) linię przedłużono ulicą Marywilską do pętli Żerań Wschodni, gdzie jeździła linia 12 oraz wyprostowano przebieg ul. Wysockiego (z pominięciem ul. Poborzańskiej). Po wojnie do Pelcowizny jeździł tramwaj 3. Elektrowozy wycofano z tej trasy 17 października 1971, podczas generalnej przebudowy ulicy Białołęckiej i Wysockiego zastępując je linią autobusową 176. Obecnie tramwaje jeżdżą ulicą Matki Teresy z Kalkuty (d. Budowlaną) do Rembielińskiej do krańców "Annopol" i "Żerań Wschodni".
W 1951 roku Stare Bródno znalazło się w granicach miasta.
Najważniejszymi punktami były tam: skład apteczny wraz z warsztatem fotograficznym Jana Matkowskiego, restauracja Olszewskiego, sklep ogrodniczy Sowińskiego, ufundowany przez ks. Czartoryską drewniany kościół Matki Bożej Różańcowej oraz sklep spożywczy Bursztyna. Dziś z dawnej zabudowy Białołęckiej zachowały się dwa obiekty: willa nr 5 i kamienica nr 9.

### Bródno obecnie
Przy brukowanym kamieniem polnym odcinku ul. Wysockiego znajduje się pomnik „Cudu nad Wisłą”, ufundowany przez mieszkańców dzielnicy w 1925 roku. Po wojnie zdewastowało go UB. Monument odtworzył Oddział Bródno TPW w 1995 roku. 
Obecnie na Bródnie znajduje się ostatnie w Warszawie Państwowe Gospodarstwo Rolne (PGR) oraz największa warszawska nekropolia, cmentarz Bródnowski. Przy ulicy Pożarowej znajduje się największa (z trzech w Warszawie), stacji rozrządowych Warszawa Praga.

## Kalendarium
- IX/X w. – grodzisko i osada na terenach Starego Bródna
- XV w. – pierwsze odnotowane informacje o istnieniu wsi królewskiej Bródno
- 28-30 lipca 1656 – trzydniowa bitwa pod Warszawą, jedna z największych walk podczas potopu szwedzkiego
- 1780 – założenie cmentarza żydowskiego
- 1794 – Bródno spalone podczas rzezi Pragi
- 1884 – powstanie cmentarza Bródnowskiego
- 7 kwietnia 1916 – włączenie terenów zachodniej części Nowego Bródna w granice Warszawy
- 1951 – włączenie wschodniej części Nowego Bródna oraz Starego Bródna w granice Warszawy
- 1952 – utworzenie PGR Bródno
- od 1965 – budowa osiedli mieszkaniowych na Bródnie
- 1994 – Bródno w składzie nowo utworzonej Gminy Warszawa-Targówek
- 2001 – akcja artystyczna Bródno 2000 przeprowadzona przez Pawła Althamera
- 2002 – likwidacja gminy i przekształcenie jej w dzielnicę Warszawy